# 布恰奇
布恰奇（烏克蘭語：Бучач，羅馬化：Buchach，發音：[ˈbutʃɐtʃ] ⓘ）是乌克兰西部捷爾諾波爾州喬爾特基夫區布恰奇市鎮内的城市及该市镇的行政中心，2020年7月18日前为布恰奇區的行政中心。該市距離州府捷尔诺波尔56公里，面積9.98平方公里，海拔高度271米，2022年人口数量为12,171人。

## 友好城市
- 波蘭 茲沃托雷亞
- 波蘭 大卡齊米日

## 当地名人
- 萨缪尔·约瑟夫·阿格农：以色列作家，1966年获诺贝尔文学奖。
- 西蒙·维森塔尔：犹太裔奥地利籍建筑工程师、犹太人大屠杀的幸存者，是著名的纳粹猎手。

## 图集

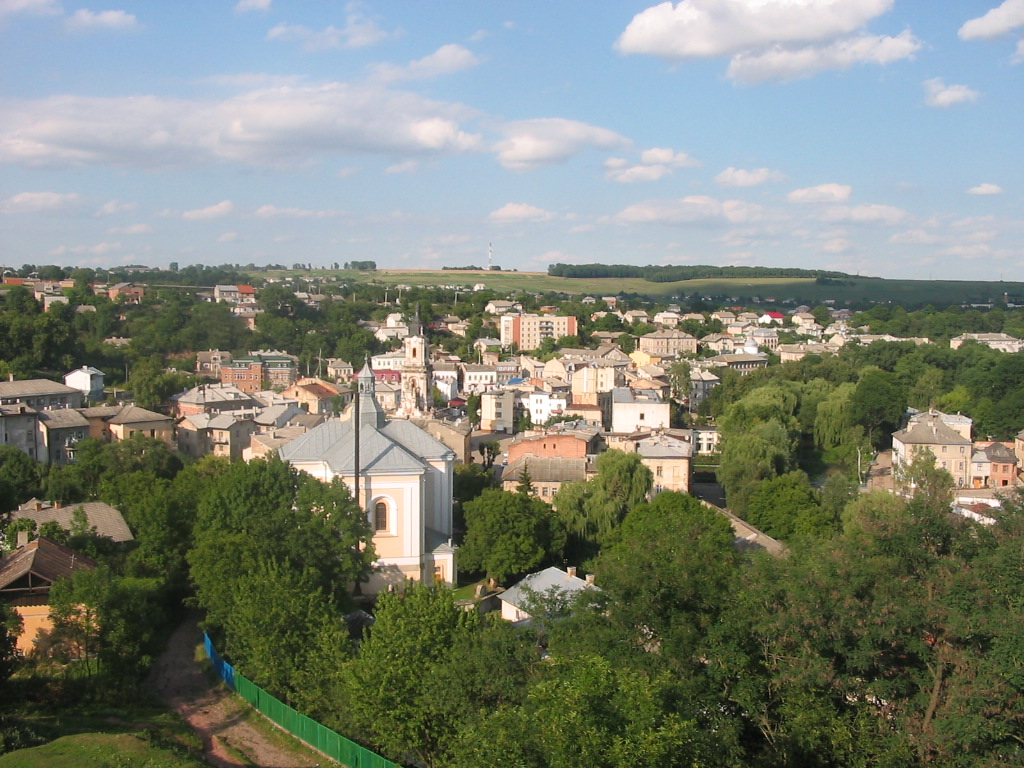
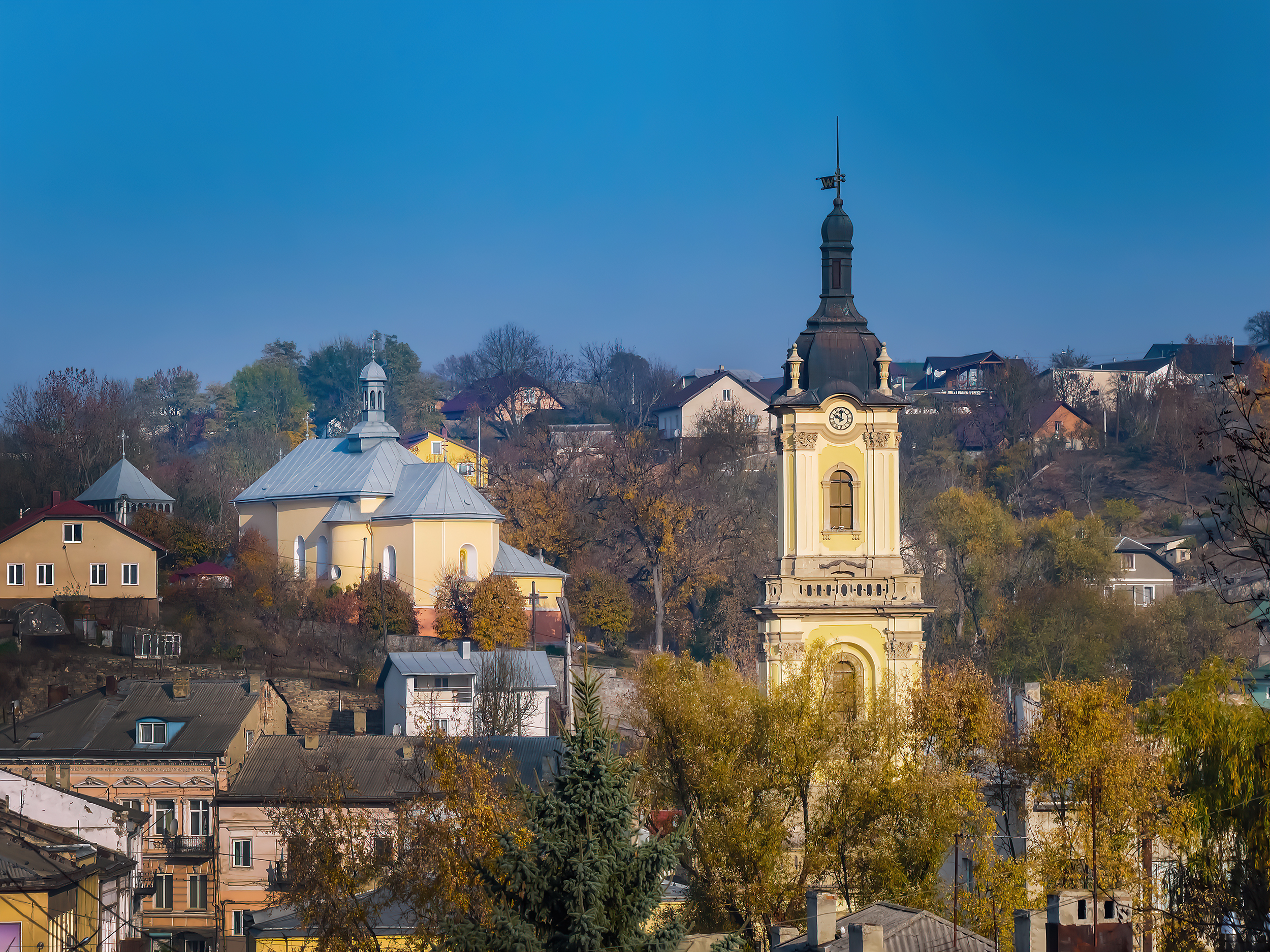
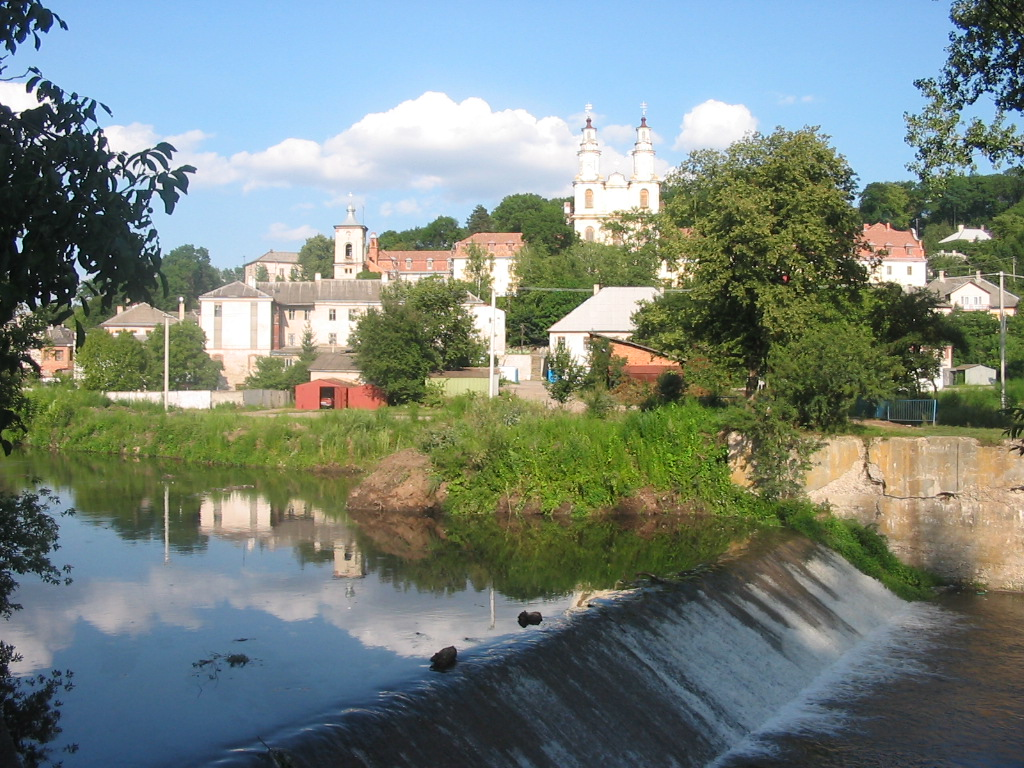
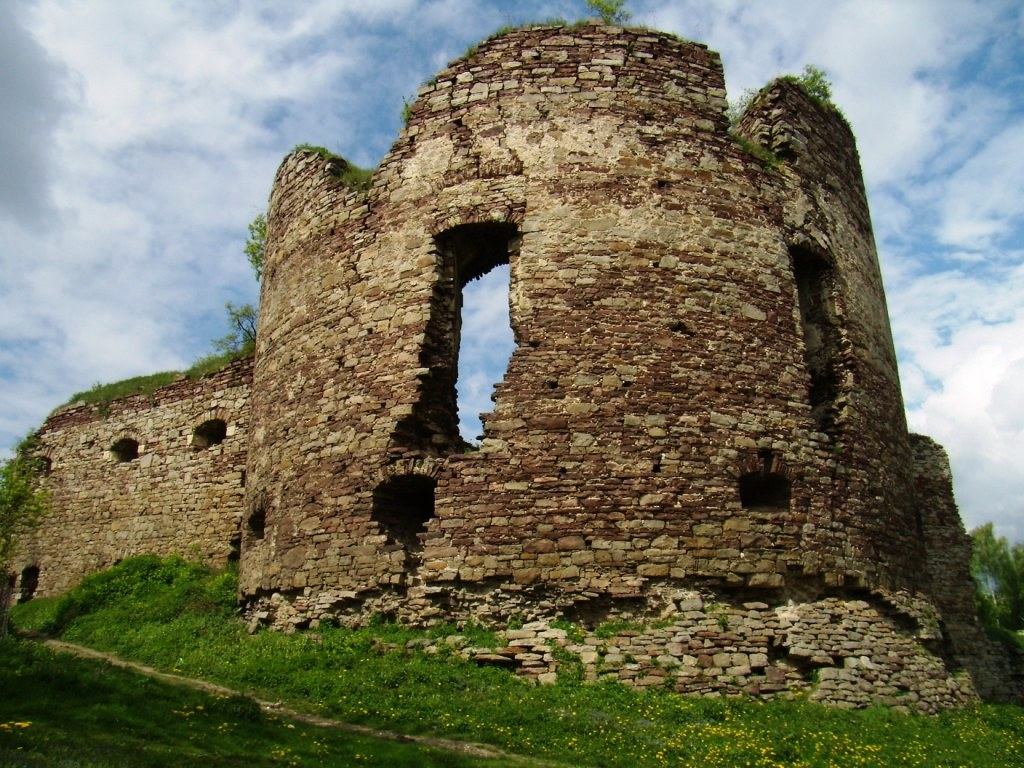
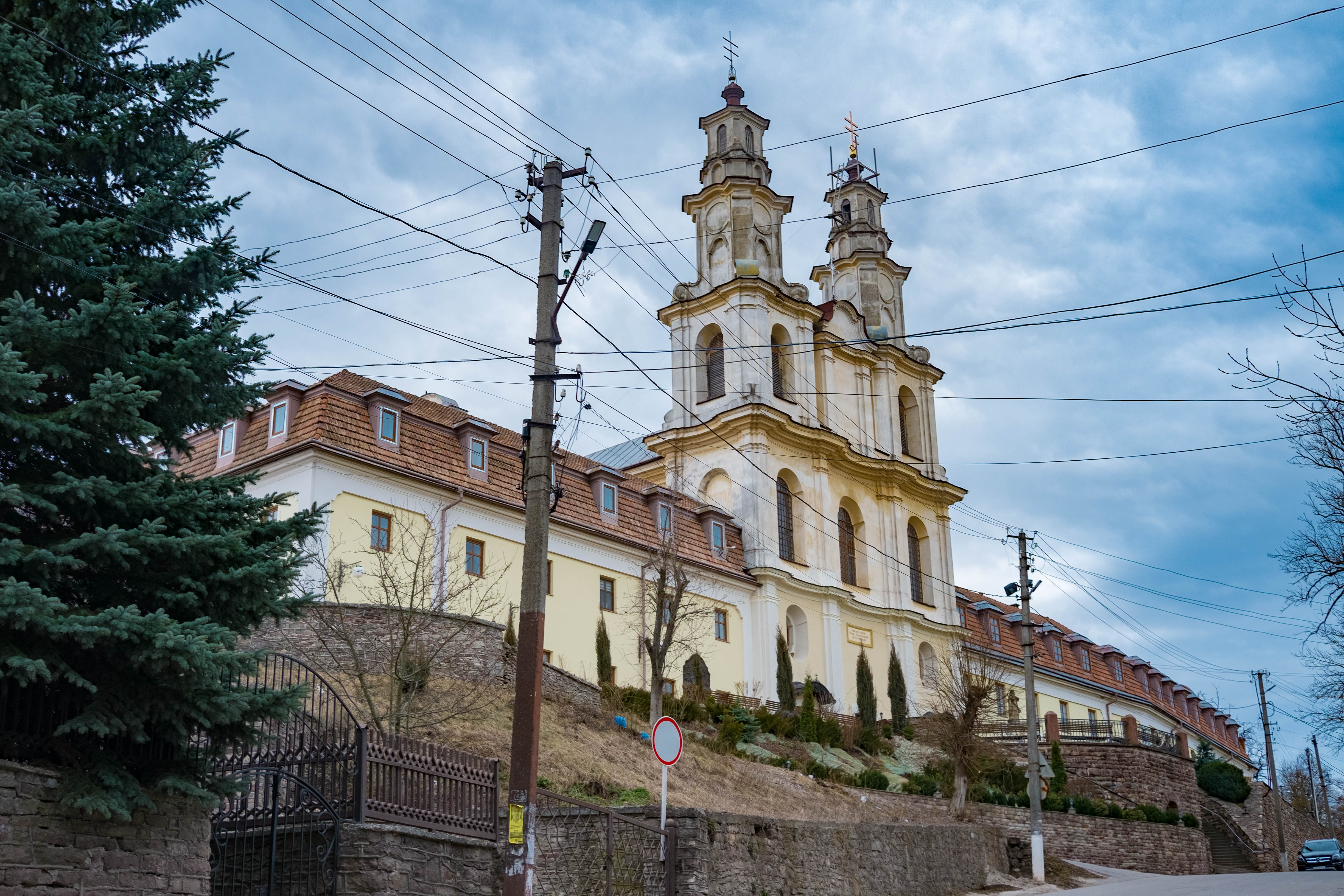
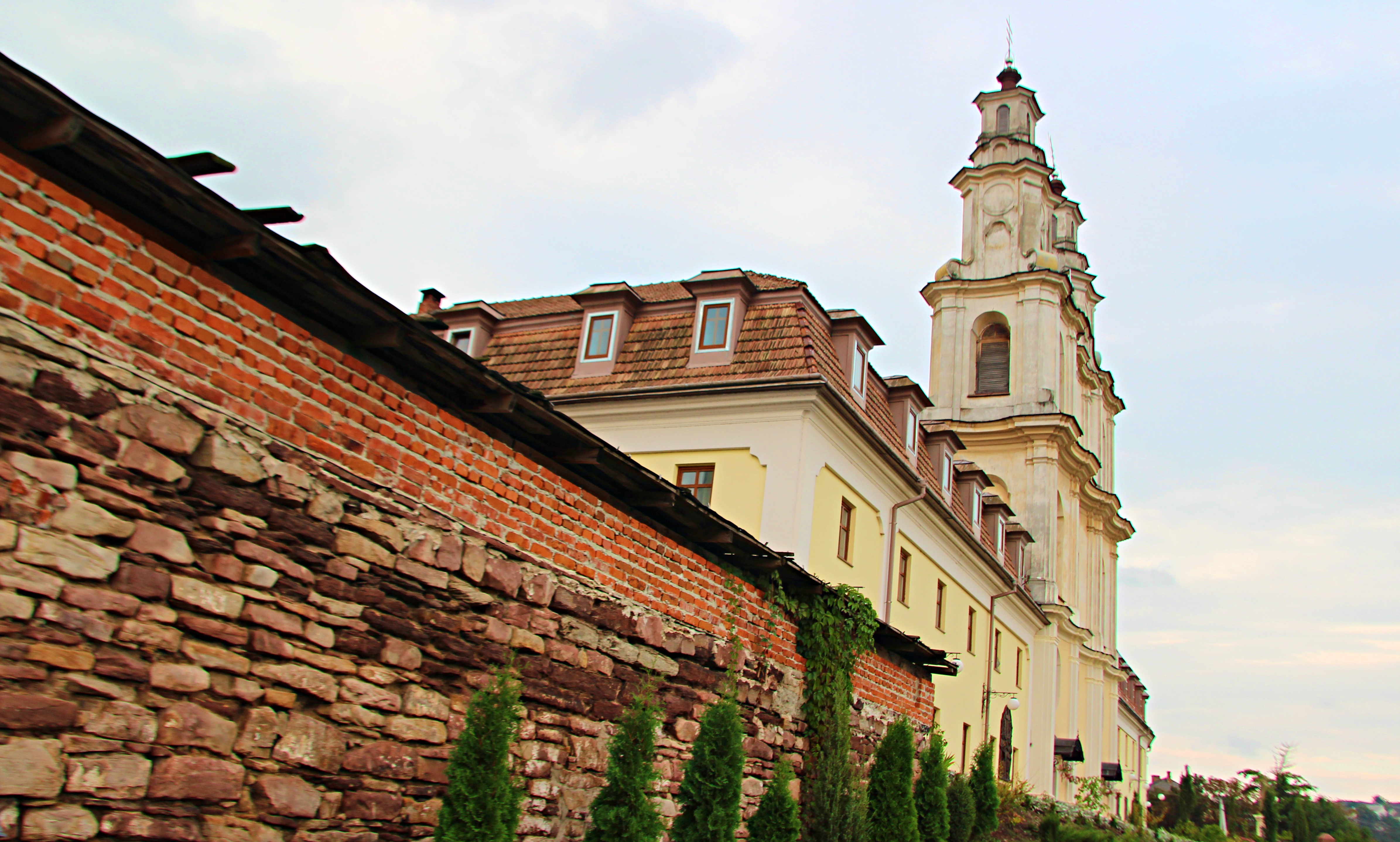
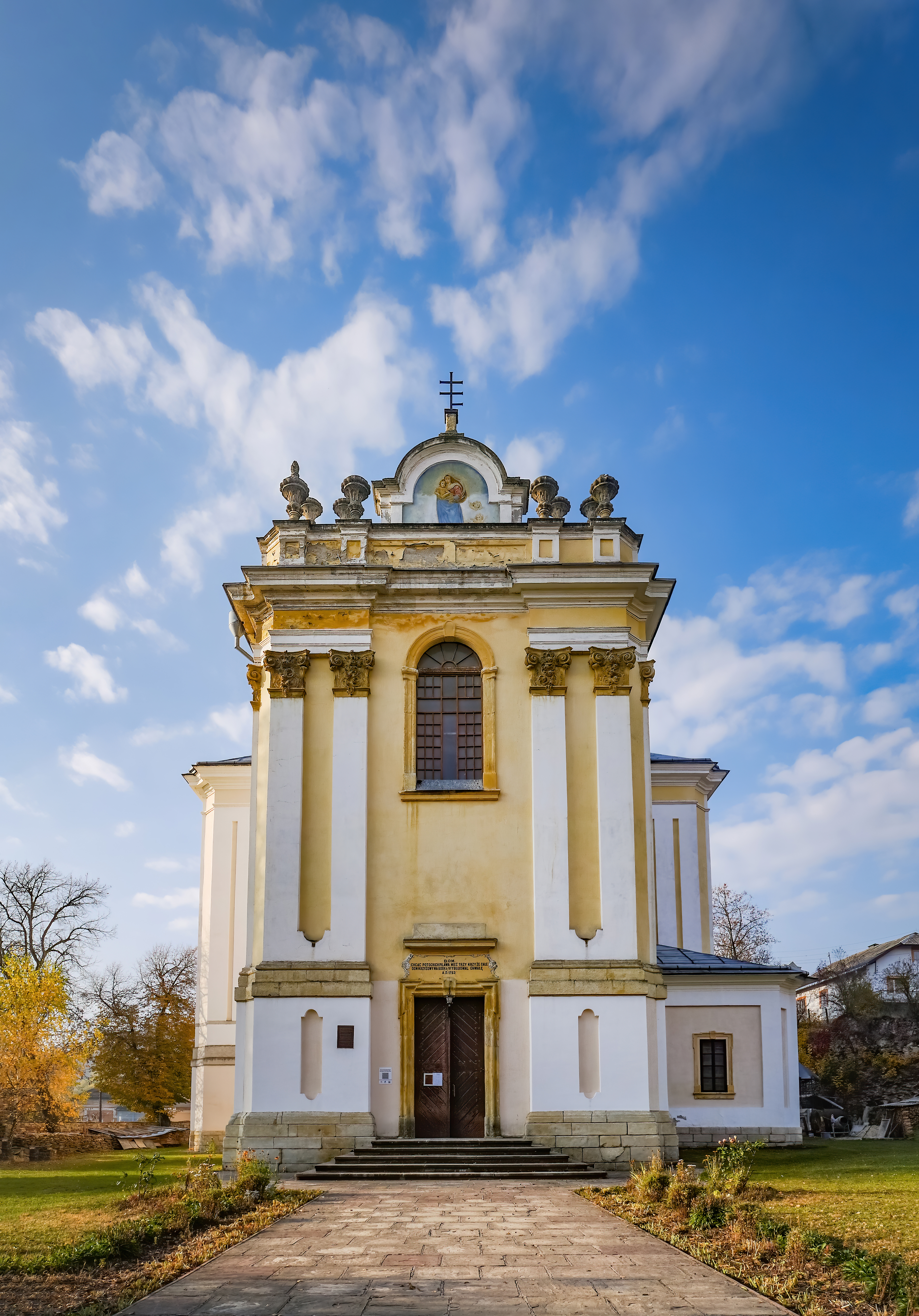
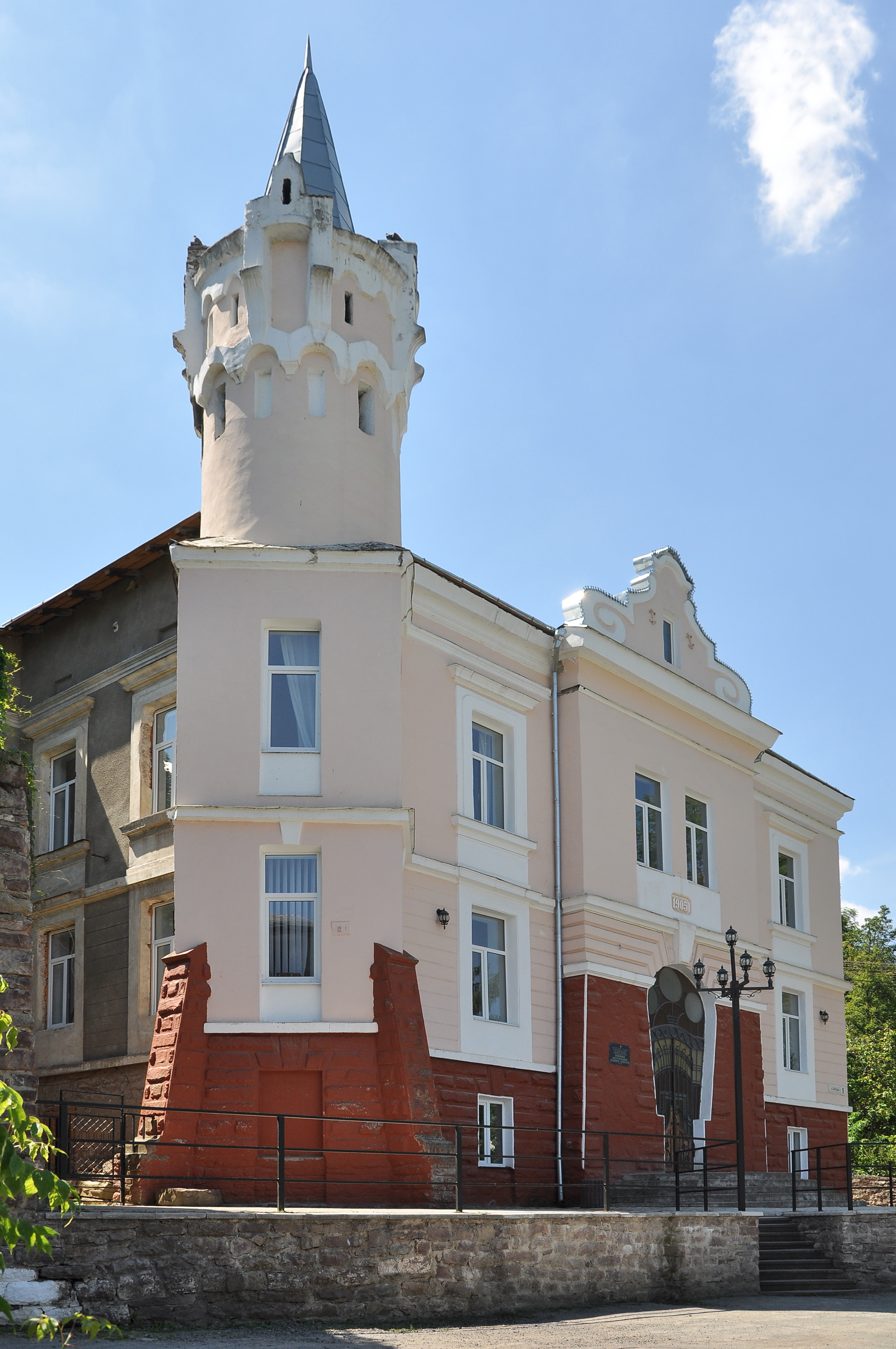
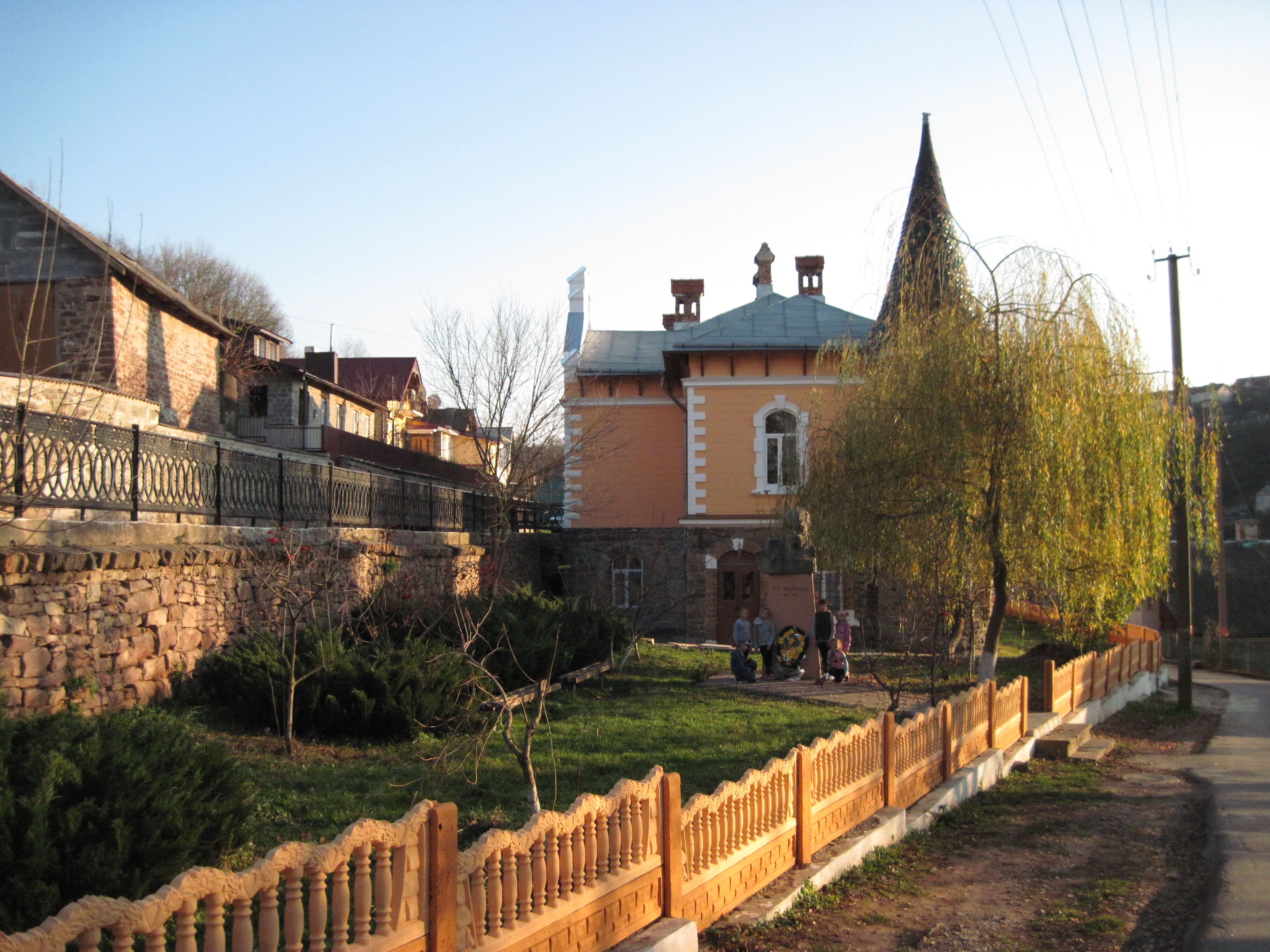
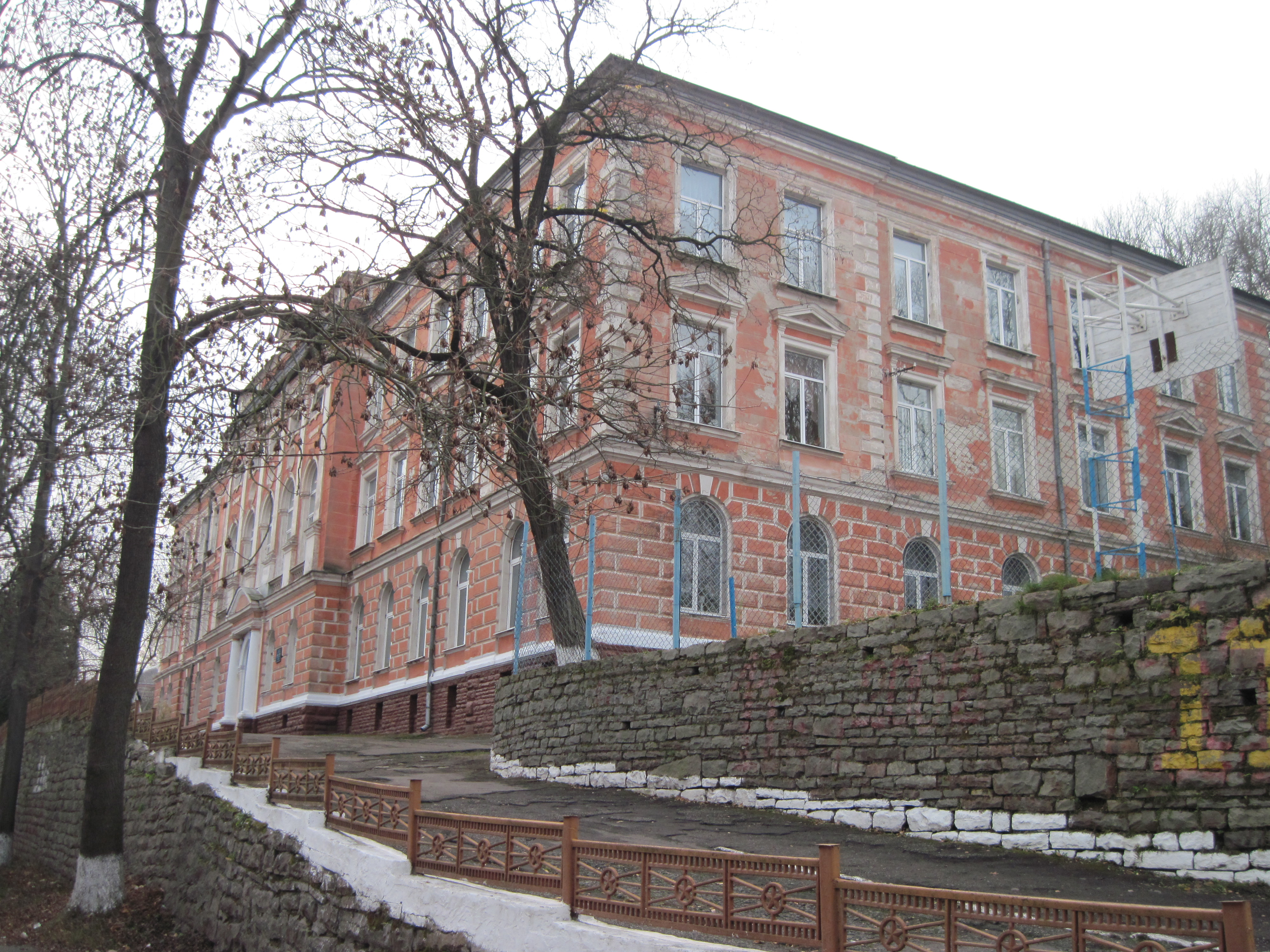
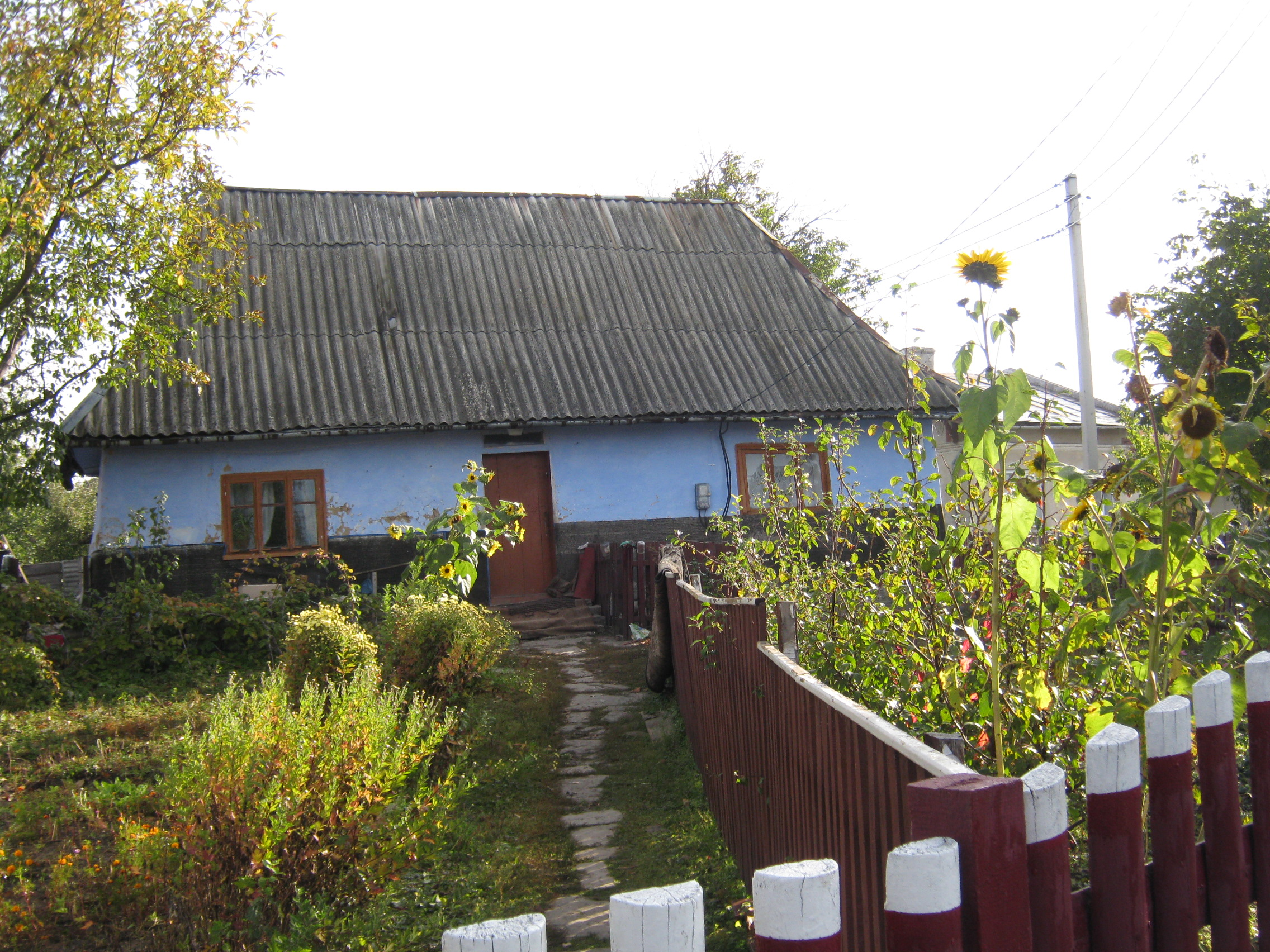
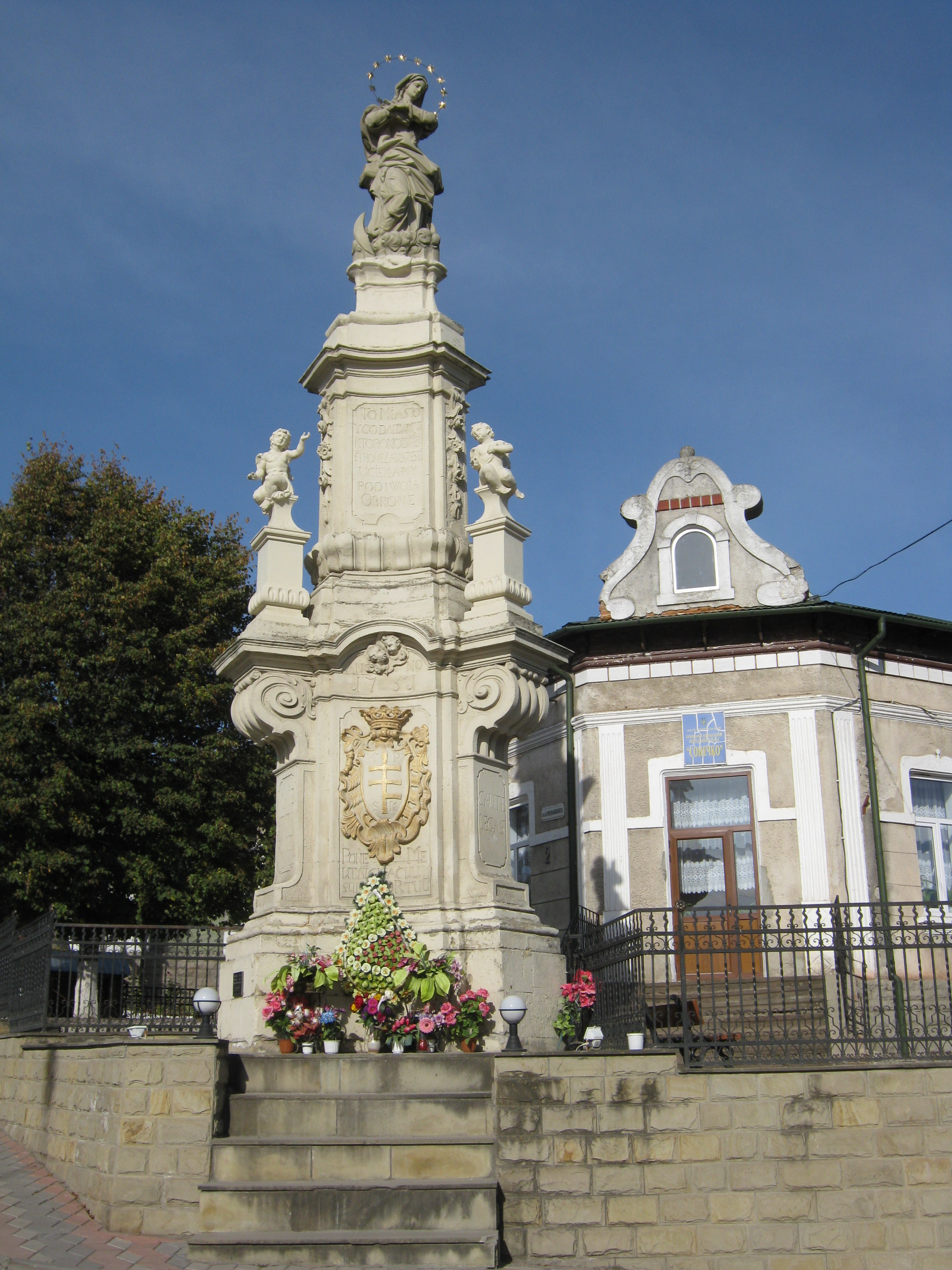
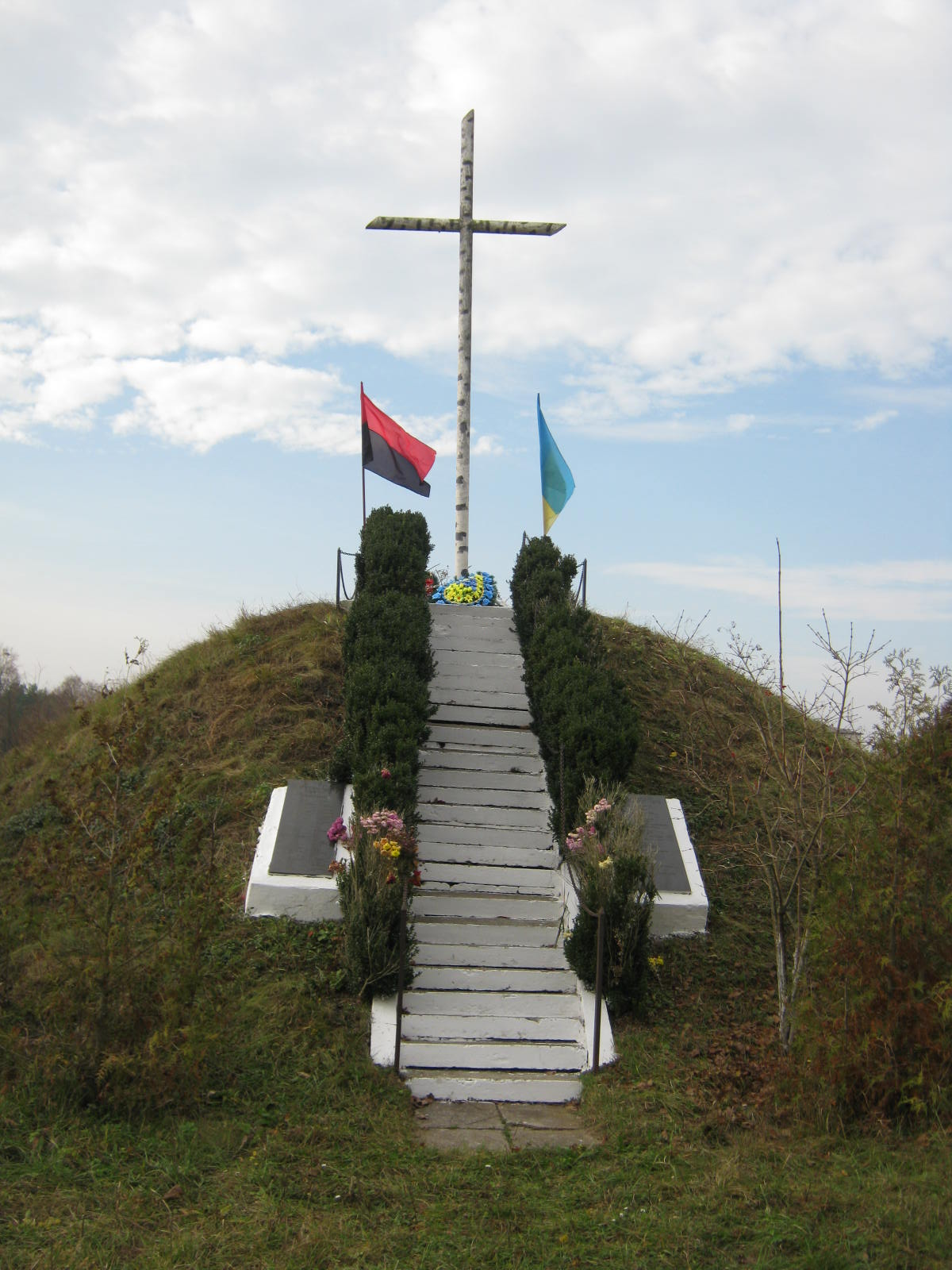
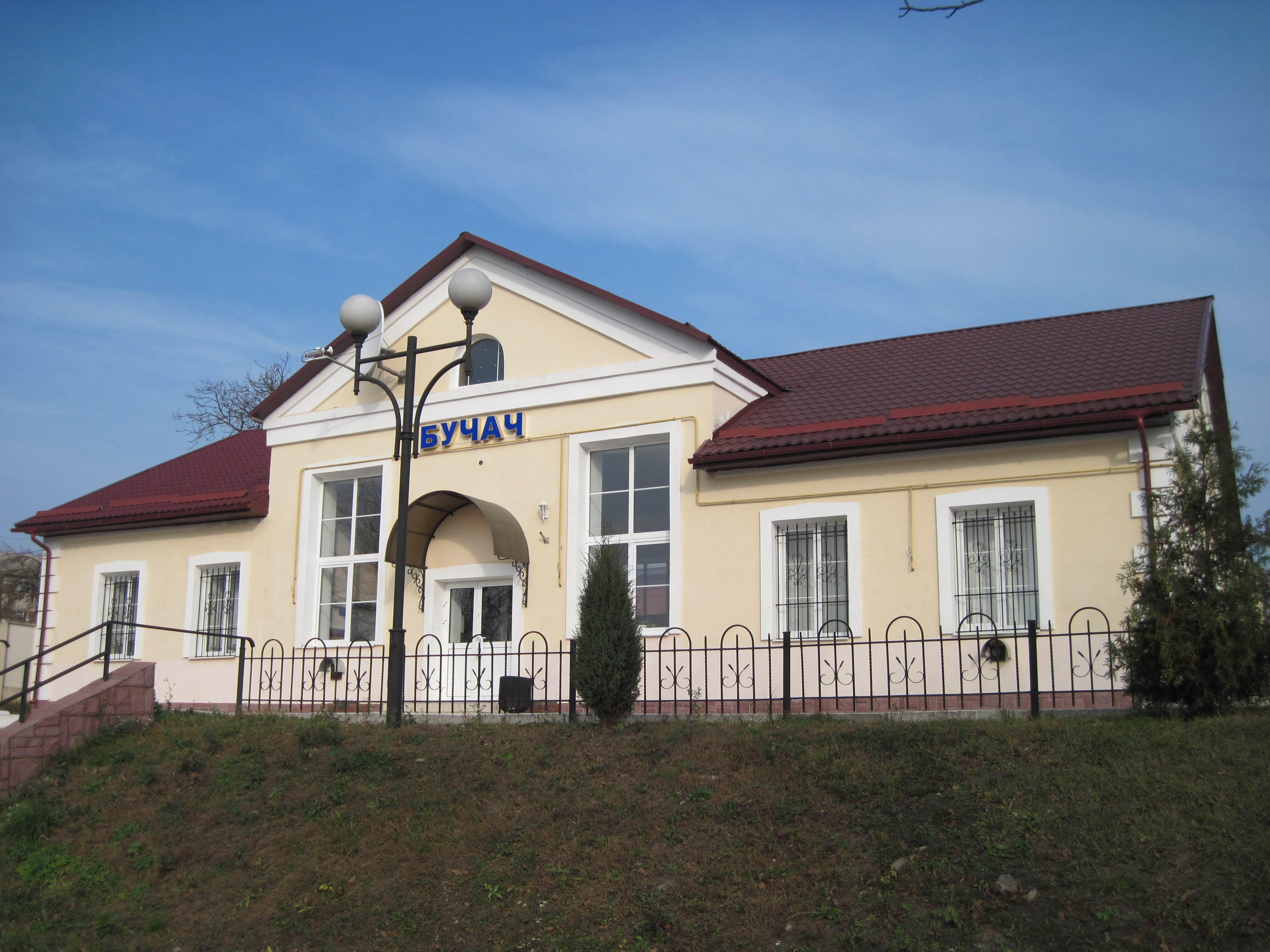
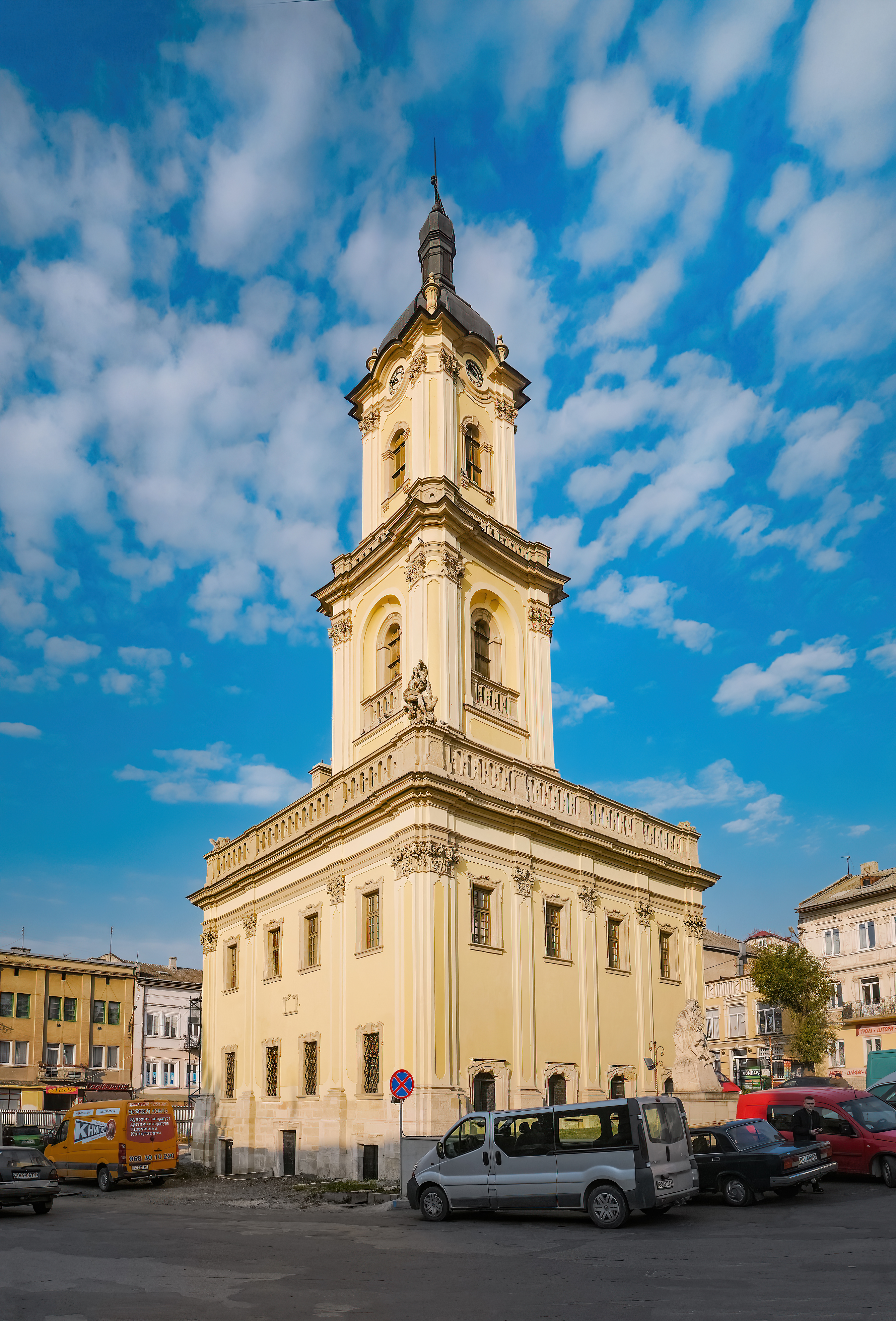